# Karl von Hochmuth

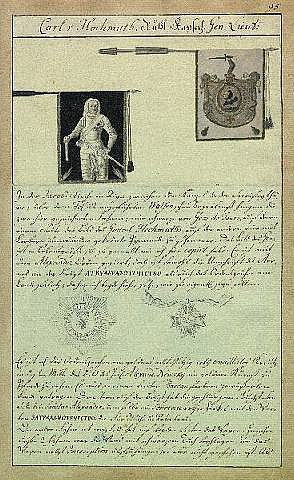
Karl von Hochmuth. Aus: Johann Christoph Brotze: Sammlung verschiedener Liefländischer Monumente (Band 2, S. 95)

Karl von Hochmuth (russisch Карл фон Гохмут/Karl fon Gochmut; * 3. Juli 1673 in Kirchberg; † 27. März 1736 in Riga) war ein deutsch-russischer General und Kriegsrat.

## Leben
Karl von Hochmuth lernte an der Thomasschule zu Leipzig. Ohne Abschluss, diente er als Soldat im sächsischen (Dragoner-Regiment Birkholz) und brandenburgischen Heer. Außerdem war er 4 Jahre lang schwedischer Schiffsschreiber. Danach wurde er Adjutant und geriet 1702 in der Schlacht bei Klissow in schwedische Gefangenschaft. Ab 1704 diente er als Hauptmann bei den russischen Streitkräften. Nach der Schlacht bei Poltawa 1709 wurde er zum Oberstleutnant befördert. Von 1712 bis 1721 war er russischer Oberst eines Regiments in Schweden und Finnland. 1723 wurde er durch Kaiser Peter I. zum Generalmajor befördert und Kriegsrat ernannt. Er wurde daraufhin in Persien stationiert. 1730 erfolgte die Beförderung zum Generalleutnant und 1731 zum Generalinspekteur der Armeen zu Pferde und zu Fuß (General en chef). Im Jahr 1732 erhielt er für seine Verdienste den Alexander-Newski-Orden. Von 1734 bis 1736 war er als Nachfolger von General Peter Wojekow Vizegouverneur von Livland. Ihm wiederum folgte der General Ludolf August von Bismarck.